# Havas

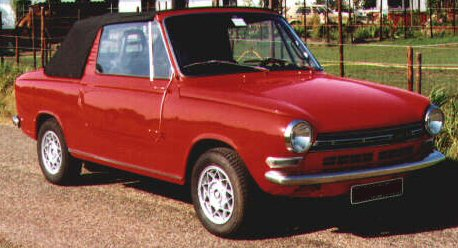
HAVAS DAF55 Beachcomber 1971

HAVAS was een Nederlandse fabrikant van sportwagens en cabriolets.
HAVAS staat voor HAns Van AS, later een garagehouder uit Hilversum. In de jaren 1950 bouwde hij onder andere een heuvelklim racer, een open tweepersoons rensportwagen op basis van Simca 8 (in een later stadium uitgevoerd met de motor van een Porsche 356). Midden in de jaren 1960 werden er twee open rensportwagens met Porsche motorisatie gebouwd (Waarvan één met een Porsche Carrera motor en de andere met een Porsche Super 90 motor) later is er een van deze auto's omgebouwd naar een dichte rensportwagen.
Havas is vooral bekend geworden door haar ombouw van DAF "limousines" tot cabriolets. Aanvankelijk gebaseerd op de 33, later in samenwerking met DAF ook de 44, 55 en 66. In Nederland werden er zo'n 21 verkocht, hoewel ook exemplaren in België, Duitsland en Frankrijk verhandeld werden. In Frankrijk werd zelfs kits opgestuurd om deze ombouwprojecten zelf te kunnen maken, echter werden deze kits wel samengesteld bij een Frans garagebedrijf en onder supervisie van een monteur van HAVAS.
Nadat Volvo DAF overnam werd de licentie voor ombouw ingetrokken en hield HAVAS als autoproducent op.